# Consequente
Um consequente é a segunda metade de um proposição condicional. Na forma padrão desta proposição é a parte que se segue ao "então". Em uma implicação do tipo se P implica Q, P é chamado antecedente e Q é chamado o consequente. Em alguns contextos, o consequente é chamado o apodosis.
Exemplos:
- Se P, então Q.

Q é o consequente desta proposição condicional.
- Se X é um mamífero, então X é um animal.

Aqui, "X é um animal" é o consequente.
- Se os computadores podem pensar, então eles estão vivos.

"Eles estão vivos" é o consequente.
O consequente numa proposição não é necessariamente uma consequência do antecedente.
- Se os macacos são roxos, então os peixes falam Klingon.

"Os peixes falam Klingon" é o consequente aqui, mas intuitivamente não é uma consequência de (nem está relacionado com) a afirmação feita no antecedente que "macacos são roxos".